# 多洛雷斯梅倫東
多洛雷斯梅倫東（西班牙語：Dolores Merendón），是洪都拉斯的城鎮，位於該國西部，由奧科特佩克省負責管轄，始建於1908年1月7日，面積44.43平方公里，海拔高度1,679米，2001年人口2,272，人口密度每平方公里51.14人。
14°32′N 89°07′W / 14.533°N 89.117°W